# Paul Thompson (Regisseur)

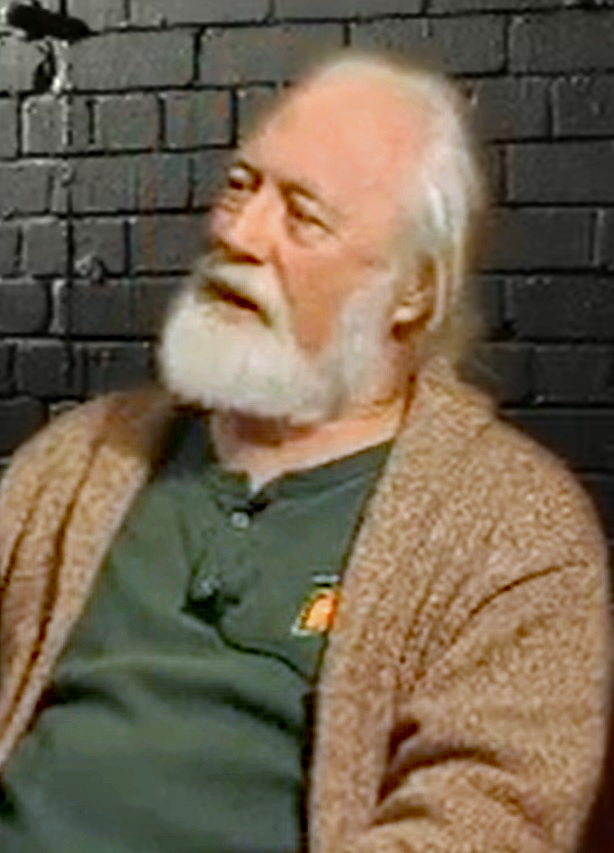
Paul Thompson im Jahr 2007

Paul William Thompson (* 4. Mai 1940 in Charlottetown, Prince Edward Island) ist ein kanadischer Theaterregisseur und Stückeschreiber.
Thompson war von 1970 bis 1982 künstlerischer Leiter des Theatre Passe Muraille in Toronto, Ontario und gilt als Pionier des kollaborativen Theaters. Sein bekanntestes Theaterwerk war The Farm Show (1972). Das Werk gilt als erste konsequent kollaborative kanadische Theaterarbeit. Thompson und seine Schauspieler entwickelten The Farm Show in einer ländlichen Gemeinde in Clifton (Ontario), deren Realität sie im Stück dokumentierten, und führten das Stück dann zuerst auch in dieser Gemeinde auf. In der Folgezeit wurde es in ganz Kanada mit Erfolg aufgeführt. Weitere Stücke Thompsons waren 1837: The Farmers' Revolt (1973), I Love You, Baby Blue (1975), Far As the Eye Can See (1977), Maggie and Pierre (1980), Barndance Live! (1996), The Outdoor Donellys (2000–2004) und The Georgian Expedition (2005), eine kollektive Erkundung der Stadt und der Kultur von Tiflis in Georgien.
Im Jahr 2008 wurde er zum Officer of the Order of Canada ernannt. Im Jahr 2011 erhielt er den Governor General’s Performing Arts Award für sein Lebenswerk und seine Bedeutung für das kanadische Theater.